# Грищенко, Пётр Семёнович
Пётр Семёнович Гри́щенко (29 ноября 1931, Новомихайловка, Уярский район, Красноярский край, СССР — 24 октября 2021, Ижевск, Удмуртия, Россия) — советский государственный и политический деятель, первый секретарь Удмуртского областного комитета КПСС в 1985–1990.

## Биография
Родился 29 ноября 1931 года в деревне Новомихайловка Уярского района Красноярского края в крестьянской семье, русский. После окончания в 1955 году Новосибирского института инженеров железнодорожного транспорта по распределению направлен на работу дежурным по станции, маневровым диспетчером железнодорожной станции Магнитогорск–сортировочная Южно-Уральской железной дороги. С 1956 года первый секретарь Сталинского районного комитета ВЛКСМ г. Магнитогорска, секретарь комитета ВЛКСМ Магнитогорского металлургического комбината, начальник станции, заместитель начальника участка. Член КПСС с 1956 года. С 1961 года заместитель секретаря, затем секретарь комитета КПСС Магнитогорского металлургического комбината. В 1979 году избран первым секретарем Магнитогорского городского комитета КПСС. С ноября 1983 года секретарь по промышленности, затем второй секретарь Челябинского областного комитета КПСС, с августа по декабрь 1985 года инспектор ЦК КПСС.
С 13 декабря 1985 по 9 июня 1990 года первый секретарь Удмуртского областного комитета КПСС. Свою деятельность на это посту он начал с того, что, изучив в кратчайшие сроки все основные потребности республики, организовал и обеспечил создание программ по основным направлениям развития региона: «Дороги», «Жильё», «Товары народного потребления», «Самообеспечение», «Культура», «Кадры» и другие. Всего было принято 11 программ, за исполнением которых был установлен постоянный строгий контроль. Благодаря ему в республике началось строительство современных автодорог, появились автомобильные дороги до города Глазова и до большинства районных центров.
С июня 1990 по ноябрь 1991 года находился на пенсии, являлся персональным пенсионером союзного значения. В 1991–2006 годах – директор, заместитель директора Учебно-методического Центра Удмуртского республиканского Совета профсоюзов.
Избирался депутатом Верховного Совета РСФСР 10-го и 11-го созывов (1979-1986), Верховного Совета СССР (1986—1989), народным депутатом СССР (1986-1992), Верховного Совета Удмуртской АССР, был членом ЦК КПСС (1986-1990), делегатом XXV, XXVI, XXVII съездов КПСС.
Весной 1989 года был избран народным депутатом СССР от Игринского национально-территориального избирательного округа № 664 Удмуртской АССР.
Умер 24 октября 2021 года.

## Воинские звания
Полковник

## Награды
- Орден Ленина (1981);
- Два ордена Трудового Красного Знамени (1971, 1976);
- Орден «Знак Почёта» (1966);
- Серебряная медаль ВДНХ СССР «За достигнутые успехи в развитии народного хозяйства СССР» (1975),
- Знаки ЦК ВЛКСМ «За активную работу в комсомоле» (1959) и Федерации независимых профсоюзов «За активную работу в профсоюзах» (2001).
- Почётный гражданин Удмуртской Республики (Указ Президента Удмуртской Республики № 180 от 15.10.2010)[5].

## Семья
Жена Вера Константиновна, сыновья – Сергей и Владимир.